# Charlotte Sjöstrand
Pour les articles homonymes, voir Sjöstrand.
Charlotte Sjöstrand, née le 16 juin 1976 à West Lafayette (Indiana, États-Unis), est une auteure  et illustratrice franco-suédo-américaine[réf. nécessaire].

## Biographie
Charlotte Sjöstrand effectue sa scolarité en Suède et en France. Elle entre à l'École des beaux-arts de Paris et en ressort diplômée. Lors de ses études, elle publie de nombreux livres de lithographie, peint des séries de tableaux sur des thèmes très variés (notamment sur son séjour Erasmus à Athènes), réalise des aquarelles, des sculptures et des bijoux en bois.
Ses ouvrages, de littérature jeunesse, sont publiés à L'École des loisirs et aux éditions Leduc.s

## Publications
- Cache-Cache, texte de Nadine Brun-Cosme, L'École des loisirs, 2006, 32 p.
- Une patte dans le plâtre, L'École des loisirs, 2006, 32 p.
- Ou va Trompétard, L'École des loisirs, 2007, 32 p.
- Grand-mère Gâteau, L'École des loisirs, 2009, 32 p.
- Fanfantôme, L'École des loisirs, 2011, 32 p.
- La saison des hérissons, texte de Christelle Vallat, L'École des loisirs, 2012, 58 p.
- Grand petit dragon, L'École des loisirs, 2014, 36 p.
- Ma maîtresse est un dragon, texte de Sophie Carquain, Zethel, Éditions Leduc.s, 2016, 208 p.
- Bijoux en bois : 20 créations uniques, de la broche au pendentif, à sculpter et à peindre, Editions l'Inédite. 2017, 96 p.
- Il était une fois la nuit, texte de Sophie Carquain, Editions Leduc.s, 2018, 210 p.
- L'hypnose à la maison pour les enfants, texte de Joséphine Seror, Editions Leduc.s, 2019, 224 p.
- Coronavirus, quel minus ! textes de Sophie Carquain et Jeanne Siaud-Facchin, Editions Leduc.s, 2020, 158 p.
- Sous le signe du lapin, textes de Ambre Lazuli, Editions S-Active, 2024, 168 pages
- Le chêne aux sortilèges, textes de Françoise Saint-Chabaud, Editions S-Active, 2024, 192 pages